# Santa Brigida (Lombardia)
Santa Brigida (lombardul: Santa Brìgida) település Olaszországban, Lombardia régióban, Bergamo megyében. Lakosainak száma 524 fő (2023. január 1.). Santa Brigida Olmo al Brembo, Cassiglio, Averara, Cusio és Gerola Alta községekkel határos.

## Népesség
A település lakossága az elmúlt években az alábbi módon változott:
| Lakosok száma | 635  | 549  | 545  | 524  |
|               | 2008 | 2017 | 2018 | 2023 |